# Carmelo Bene
Carmelo Pompilio Realino Antonio Bene (Campi Salentina, 1 de setembro de 1937 – Roma, 16 de março de 2002) foi um ator, dramaturgo e cineasta italiano.

## Filmografia
- Édipo Rei (1967)